# Hofsjökull
Pour l’article homonyme, voir Hofsjökull (volcan).
L'Hofsjökull est une calotte glaciaire au centre des Hautes Terres de l'Islande. D'une superficie de 925 km2, Hofsjökull culmine à 1 765 mètres d'altitude.
La calotte glaciaire est visible des routes F26 et F35 qui traversent les Hautes Terres, les plateaux désertiques de l'intérieur de l'Islande. Sous la calotte du glacier se trouve la caldeira d'un grand volcan central, l'Hofsjökull, dont l'existence ne fut découverte qu'assez tard au XXe siècle.
La montagne des Kerlingarfjöll s'élève au sud-ouest du glacier et le Langjökull se trouve à l'ouest.